# العلاقات الإسواتينية الكيريباتية
العلاقات الإسواتينية الكيريباتية هي العلاقات الثنائية التي تجمع بين إسواتيني وكيريباتي.

## مقارنة بين البلدين
هذه مقارنة عامة ومرجعية للدولتين:
| وجه المقارنة                                              | إسواتيني                                   | كيريباتي                        |
| --------------------------------------------------------- | ------------------------------------------ | ------------------------------- |
| المساحة (كم2)                                             | 17.36 ألف                                  | 811                             |
| عدد السكان (نسمة)                                         | 1.37 مليون                                 | 116.40 ألف                      |
| الكثافة السكانية (ن./كم²)                                 | 78.92                                      | 14.35 ألف                       |
| العاصمة                                                   | لوبامبا، مبابان                            | جنوب تاراوا                     |
| اللغة الرسمية                                             | لغة إنجليزية، لغة سوازي                    | لغة إنجليزية، اللغة الكيريباتية |
| العملة                                                    | ليلانغيني سوازيلندي                        | دولار كريباتي، دولار أسترالي    |
| الناتج المحلي الإجمالي (بليون دولار)                      | 4.41 مليار                                 | 196.15 مليون                    |
| الناتج المحلي الإجمالي (تعادل القوة الشرائية) بليون دولار | 11.13 مليار                                | 224.26 مليون                    |
| الناتج المحلي الإجمالي الاسمي للفرد دولار أمريكي          | 3.20 ألف                                   | 1.42 ألف                        |
| الناتج المحلي الإجمالي للفرد دولار أمريكي                 | 8.29 ألف                                   | 1.81 ألف                        |
| مؤشر التنمية البشرية                                      | 0.531                                      | 0.590                           |
| رمز المكالمات الدولي                                      | +268                                       | +686                            |
| رمز الإنترنت                                              | .sz                                        | .ki                             |
| المنطقة الزمنية                                           | التوقيت القياسي لجنوب أفريقيا، ت ع م+02:00 |                                 |

## منظمات دولية مشتركة
يشترك البلدان في عضوية مجموعة من المنظمات الدولية، منها:
| علم المنظمة | اسم المنظمة                                 | تاريخ انضمام إسواتيني | تاريخ انضمام كيريباتي |
| ----------- | ------------------------------------------- | --------------------- | --------------------- |
|             | مؤسسة التنمية الدولية                       | 22 سبتمبر 1969        | 2 أكتوبر 1986         |
|             | يونسكو                                      | 25 يناير 1978         | 24 أكتوبر 1989        |
|             | الأمم المتحدة                               | 24 سبتمبر 1968        | 14 سبتمبر 1999        |
|             | مجموعة دول أفريقيا والكاريبي والمحيط الهادئ | ?                     | ?                     |
|             | دول الكومنولث                               | ?                     | ?                     |
|             | الاتحاد البريدي العالمي                     | ?                     | ?                     |
|             | البنك الدولي للإنشاء والتعمير               | 22 سبتمبر 1969        | 29 سبتمبر 1986        |
|             | الاتحاد الدولي للاتصالات                    | 11 نوفمبر 1970        | 3 نوفمبر 1986         |
|             | منظمة حظر الأسلحة الكيميائية                | ?                     | ?                     |
|             | مؤسسة التمويل الدولية                       | 22 سبتمبر 1969        | 2 أكتوبر 1986         |